# Yanapaccha
Lo Yanapaccha (5.460 m) (quechua Yanaphaqcha) è una montagna della Cordillera Blanca, nel dipartimento di Ancash, in Perù.

## Aspetto fisico
La montagna fa parte del massiccio montuoso denominato Macizo del Huandoy, nella parte centro-settentrionale della Cordillera Blanca. Pur essendo di altezza modesta rispetto alle vette vicine, la sua vicinanza ai laghi di Llanganuco e il suo facile accesso hanno reso la sua cima una meta molto frequentata dagli escursionisti andini e dagli alpinisti alla ricerca di acclimatamento.

## Origine del nome
Il nome Yanapaccha deriva dalle parole quechua yana (nero) e paccha (cascata). Il significato del suo nome è quindi “cascata nera”.

## Alpinismo
La montagna è stata salita per la prima volta il 23 giugno 1954 da una cordata guidata dall'americano Leigh Natus Ortenburger durante la seconda delle dieci spedizioni in Cordillera Blanca cui ha partecipato.